# Schleswig-Holsteinische Anzeigen
Die Schleswig-Holsteinische Anzeigen (SchlHA) sind das Justizministerialblatt des Bundeslandes Schleswig-Holstein und gleichzeitig eines der ältesten Periodika des Landes.
Die Schleswig-Holsteinischen Anzeigen bestehen aus der Zeit der Herzogtümer Schleswig und Holstein und erscheinen seit dem Jahr 1750. Sie sind ein Bekanntmachungsblatt, das unter gleichem Titel sowohl von den Königen von Dänemark wie von den vielfältigen Herrschern in Schleswig-Holstein wie dem Hause Schleswig-Holstein-Gottorf herausgegeben wurde. Herausgeber ist heute das Justizministerium des Landes, das die Schriftleitung dem Oberlandesgericht Schleswig überlassen hat. Sie sind gegliedert in einen monatlich erscheinenden Teil A (mit den redaktionellen Inhalten einer juristischen Fachzeitschrift und Beiträgen zur Rechtsprechung im Gerichtsbezirk des einzigen OLG des Landes) und einen zweimal im Monat erscheinenden Teil B (Anzeigenteil und Justizmitteilungen). Es handelt sich also um ein Amtsblatt und nicht um ein Anzeigenblatt.
Teil B der Schleswig-Holsteinischen Anzeigen erschien als Justizministerialblatt in gedruckter Form bis Ende 2014 zweimal monatlich (zum 15. und 30. eines Monats). Von der Veröffentlichung einer schriftlichen Ausgabe von Teil B wird seit dem 1. Januar 2015 abgesehen. Deshalb werden ab diesem Zeitpunkt alle Ausgaben von Teil B (die künftig nur noch einmal zum 30. eines Monats erscheinen) nur noch digital und unentgeltlich zur Verfügung gestellt.
Verlag und Druck erfolgen bei J.J. Augustin in Glückstadt.

## Bibliografie
- Schleswig-holsteinische Anzeigen, erschienen: 1750–1836; Neue Folge 44.1880,14–104.1940; 105=192.1941; 193.1946, ZDB-ID 211217-6
- Allerhöchst privilegierte schleswig-holsteinische Anzeigen, Neue Folge 1.1837–19.1855,11; N.F. 28.1864,12–44.1880,13, ZDB-ID 534233-8
- Schleswig-holsteinische Anzeigen, Teil A, erschienen: 194.1947–226.1980; 228.1981–244.1997; [245.]1998; 246.1999–269.2022; 2023–,  ISSN 1860-9643
  - Online 2002–, ISSN 0173-9794
- Schleswig-holsteinische Anzeigen, Teil B, erschienen: 194.1947–, ISSN 1860-9651
  - Online 2014–, ZDB-ID 2806747-2